# 郑妃 (高绰)
郑妃（?—?），南北朝后期人物。
郑氏原为北齐武成帝高湛长子高绰的王妃，武平五年（574年），韩凤诬告高绰谋反，齐后主高纬让胡人何猥萨扼杀高绰。北周灭亡北齐后，郑氏被周武帝所宠幸。她请求将高绰下葬。周武帝下诏葬高绰于永平陵北。郑妃与荆王宇文元的母亲郑姬为一人或两人，已不可考。